# Albert Salvadó
Albert Salvadó i Miras (Andorra la Vieja, 1 de febrero de 1951 - Andorra la Vieja, 3 de diciembre de 2020) fue un escritor andorrano que escribió en catalán y en castellano.

## Biografía
Estudió ingeniería industrial. 
Sus obras literarias incluyen cuentos infantiles, ensayos y novelas. Destacan sus novelas históricas, en las que mezcla realidad, ficción y misterio, aderezadas con unas buenas dosis de sentimientos que, según él, son el gran motor de nuestra existencia. Publicó obras en catalán, castellano, inglés, francés, portugués (Portugal y Brasil), griego moderno, checo y eslovaco, y ganó diversos premios. Entre ellos, el Premio Carlemany, Premio Fiter i Rossell del Círculo de las Artes y de las Letras, y dos veces el Premio Néstor Luján de novela histórica.
Estuvo vinculado en la vida política como integrante del Partido Socialdemócrata de Andorra, ocupando la presidencia entre 2000 y 2004, y como consejero de Cultura de Andorra la Vieja entre 2003 y 2007.
Murió en su natal Andorra la Vieja el 3 de diciembre de 2020, a los 69 años de edad, a causa de un cáncer que padecía desde hacía años, al cual también dedicó un libro en 2018 titulado ¿Quieres vivir?.

## Obras
- El enigma de Constantino el Grande. Finalista del I Premio Néstor Luján de Novela Histórica 1997,
- El maestro de Keops. Obra ganadora del II Premio Néstor Luján de Novela Histórica 1998,
- El anillo de Atila. Obra ganadora del Premio Fiter i Rossell del Círculo de las Artes y las Letras 1999
- El rapto, el muerto y el Marsellés. Obra ganadora del Premio Serie Negra de Planeta 2000
- Jaime I el Conquistador (El puñal del sarraceno, La reina húngara, Hablad o matadme) [Jaume I el Conqueridor (El punyal del sarraí, La reina hongaresa, Parleu o mateu-me)]
- L'ull del diable
- El relato de Gunter Psarris
- Un voto por la esperanza. Versión reeditada de "Libertad para Satanás", obra seleccionada para el I Premio Plaza y Janés
- Los ojos de Aníbal. Obra ganadora del Premio Carlemany de Novela 2002
- La sombra de Alí-Bey (¡Maldito catalán!, ¡Maldito musulmán!, ¡Maldito cristiano!)
- La gran concubina de Amón. Obra ganadora del IX Premio Néstor Luján de Novela Histórica 2005
- El informe Phaeton
- Una vida en juego
- Abre los ojos y despierta
- El ball de la vida, en colaboración con Anna Tohà.
- ¿Quieres vivir?

## Premios
- Premio de cuentos infantiles Xerric-Xerrac 1982 por La imaginación del niño
- Obra seleccionada para el I Premio de novela Plaza & Janés 1985 por Libertad para Satanás
- Finalista del Premio Néstor Luján de Novela Histórica 1997 por El enigma de Constantino el Grande
- Premio Néstor Luján de Novela Histórica 1998 por El maestro de Keops
- Premio Fiter i Rossell del Círculo de las Artes y las Letras 1999 por El anillo de Atila
- Premio Serie Negra de Planeta 2000 por El rapto, el muerto y el marsellés
- Premio Carlemany 2002 por Los ojos de Aníbal
- Premio Néstor Luján de Novela Histórica 2005 por La gran concubina de Amón
- Premio Internacional El Vi Fa Sang 2016 por su trayectoria literaria.
- Premio Àgora Cultural del Principat d'Andorra 2017 por su contribución al engrandecimiento de la literatura de Andorra